# Spontaneous Music Ensemble
Das Spontaneous Music Ensemble oder SME war ein Improvisationsensemble, zunächst im Bereich des Free Jazz, das in London um den Schlagzeuger John Stevens zwischen 1965 und 1994 existierte. Insbesondere in seiner ersten Phase (bis 1974) gehörte es zu den „Schlüsselformationen der britischen Jazzavantgarde“.

## Bedeutung
John Stevens gründete gemeinsam mit Trevor Watts und Paul Rutherford das SME als einen offenen Workshop mit unterschiedlichen Besetzungen – vom Duo bis zur Big Band. In ihm haben die meisten wesentlichen Spieler des britischen Free Jazz, aber auch Musiker wie Ron Mathewson mitgewirkt. Gemeinsam wurde das SME-Programm „Improvisation als Prinzip der Formentwicklung“ entfaltet.
Nach den Beobachtungen des Saxophonisten Evan Parkers hatte Stevens zwei Grundregeln für das Spiel im SME: (1) „Wenn Du einen anderen Musiker nicht hören kannst, spielst Du zu laut. (2) Wenn die Musik, die Du erzeugst, sich nicht regelmäßig auf das bezieht, was die anderen spielen, warum bist Du dann in der Gruppe?“. Dies führte dazu, dass die Musik des Ensembles sehr ruhig war, aber zugleich sehr intensiv und wenig rhythmisch. Anders als häufig in der freien Improvisation war die Musik damit keinesfalls primär auf (atonale) Klangforschung gerichtet.

## Entwicklung
Aus dem Rückblick kommt Ekkehard Jost zum Urteil, dass der Weg, den das SME stilistisch ging, keineswegs gradlinig verlief: „Ohne sich einer bestimmten stilistischen Strömung anzuschließen oder eine solche auszuprägen, pendelt die Musik des SME zwischen den Polen einer abstrakten Klangerzeugung und eines kräftig pulsierenden Free Jazz.“ In der Arbeit des SME lassen sich drei Phasen unterscheiden:

### 1. Phase: Emanzipation vom afro-amerikanischen Free Jazz
Zunächst spielten Watts, Rutherford und Stevens mit Kenny Wheeler und Jeff Clyne (bzw. Bruce Cale). Ihre im März 1966 aufgenommene Platte „Challenge“ kann als die erste wirkliche europäische Freejazz-Platte eingestuft werden. Nachdem in einer ersten Trio- bzw. Duophase 1967 Evan Parker und Stevens, teilweise gemeinsam mit Watts oder mit Peter Kowald, spielten, gehörten dann Derek Bailey und Barry Guy bzw. Dave Holland zum Ensemble. In dieser Quintett-Konstellation entstand im Februar 1968 die zweite zeitnah veröffentlichte Platte, „Karyöbin“. Dem SME ging es zunehmend um die Verwirklichung von Kollektivimprovisationen, in denen die Interaktion zwischen den Beteiligten Vorrang gegenüber der individuellen Entfaltung der Solisten gewinnen sollte. Stevens’ Idee war, dass „der improvisierende Musiker Teil eines größeren Ganzen ist und nicht eine Attraktion an sich.“ Auf „Karyöbin“ besitzen die Stücke – anders als im nordamerikanischen Free Jazz der Zeit – keine Themen mehr und auch kein durchlaufendes rhythmisches Fundament und ähnlich wie bei AMM  vermutlich auch keine Verabredung hinsichtlich des Ablaufs und der formellen Gestaltung. Anders als in der späteren frei-improvisierten Musik aus Großbritannien ist eine starke Interaktion auf Ebene von musikalischen Motiven feststellbar. „Karyöbin“ wurde 1998 in die Liste “100 Records That Set the World on Fire (While No One Was Listening)” von The Wire aufgenommen.
In der nächsten Phase ging es um die langsame Interpretation einer Tonreihe, die alle Spieler wiedergeben mussten, allerdings jeder orientiert an die eigene Atemlänge, so dass alle zu unterschiedlichen Zeitpunkten von Ton zu Ton wechselten. Dadurch überlappten sich die unterschiedlichen Töne, so dass Harmonien und Mikrointervalle ähnlich wie in der japanischen Musik entstanden. Dieses Stück „Familie“ wird in Baden-Baden mit Jeanne Lee uraufgeführt; in späteren Versionen wirken Maggie Nicols, Norma Winstone und Pepi Lemer mit. Auf der nächsten damals veröffentlichten Platte „Oliv“ (1969) finden sich zwei ruhige Stücke mit dem gleichen thematischen Material, die aufgrund der unterschiedlichen Besetzungen sehr unterschiedlich ausfallen. Während einmal ein großformatiges Ensemble um das Flügelhorn von Wheeler geschart wird, wird die zweite Version in Quartettbesetzung eingespielt: Neben Nicols, Stevens und Wheeler ist das der aus Südafrika stammende Bassist Johnny Dyani.
1971 wird das SME zur Bigband erweitert und spielt eine Hymne zum Gedanken an Albert Ayler. Den Kern bilden Julie Tippetts, Watts, Stevens und der Bassist Ron Herman. Auf einer weiteren Aufnahme wird dieses Quartett um Bobby Bradford erweitert und spielt deutlich jazzorientierter als sonst.
Barre Phillips, der 1969 die mangelnde Originalität des europäischen Free Jazz beklagte, klammerte dabei das SME aus: „Ich weiß nicht, wie sie es bewerkstelligt haben, in sich selbst zu horchen und eigenes zu spielen, anstatt Ornette oder  Coltrane oder Sanders, aber so jedenfalls sollte es sein.“

### 2. Phase: Perkussive Duos als Kern
Auf dem Album „Face to Face“ spielten Watts und Stevens im Duo; so traten sie bereits beim Montreux Jazz Festival 1970 auf und repräsentierten so auch im Sommer 1974 das SME bei weiteren Live-Auftritten. Daneben gibt es 1973 allerdings auch Auftritte im Trio mit Bassist Kent Carter, sowie mit diesem, Bailey und Evan Parker. 1976 besteht das SME schließlich aus Parker und Stevens. Beide Duo-Ausgaben des SME zeichnen sich nun durch die Bevorzugung punktueller Strukturen und viele Pausen aus; das Saxophon wird quasi-perkussiv gespielt, so dass die Interaktion zwischen den beiden Spielern gleichberechtigter wird. Die Musik ist in beiden Fällen sehr introvertiert, aber voller Spannungen.

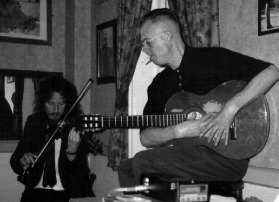
Nigel Coombes und Roger Smith (John Stevens ist außerhalb des Bildes)

### 3. Phase mit Roger Smith
1977 spielte Stevens gemeinsam mit dem Violinisten Nigel Coombes, dem Gitarristen Roger Smith und dem Cellisten Colin Wood (Album „Biosystem“). Das Spiel des SME wurde noch ruhiger, so dass es zunehmend schwieriger wurde, für es Auftrittsmöglichkeiten zu organisieren. Den Kern des Ensemble bildeten nun Coombes, Smith und Stevens, die 1980 als Trio „Hot and Cold Heroes“ aufnahmen. In dieser Besetzung bestand die Gruppe bis 1992, trat allerdings manchmal nur in Jahresfrist auf. Seit 1992 (das SME bestand bis zum Tod von Stevens 1994) ersetzte Saxophonist John Butcher Coombes.

## Diskografie (Auswahl)
- Karyöbin (1968, Island Records/1993, 2018 Chronoscope; Stevens, Evan Parker, Kenny Wheeler, Derek Bailey, Dave Holland)
- Frameworks (1968/1971/1973, Emanem Records; Stevens, Norma Winstone, Watts, Kenny Wheeler, Paul Rutherford, Julie Tippetts, Ron Herman und weitere)
- John Stevens/Spontaneous Music Ensemble (1969, Marmalade Records: Stevens, Kenny Wheeler, Derek Bailey, Watts, Peter Lemer, Johnny Dyani, Maggie Nicols, Carolann Nichols, Pepi Lemer)
- So What Do You Think? (1971, Tangent Records; Stevens, Watts, Kenny Wheeler, Derek Bailey, Dave Holland)
- birds of a feather (1971, BYG Records: Stevens, Watts, Ron Herman, Julie Tippetts)
- Bobby Bradford, John Stevens and the Spontaneous Music Ensemble (1971, Freedom/2009, Nessa Records: Stevens, Watts, Bobby Bradford, Bob Norden, Ron Herman, Julie Tippetts)
- Face to Face (1973, Emanem Records: Stevens, Watts)
- Quintessence (1973–74, Emanem Records: Stevens, Watts, Evan Parker, Derek Bailey, Kent Carter)
- Crystal Palace plus Spontaneous Music Ensemble (1975, Nondo: Stevens, Watts sowie Barry Leigh, Roy Ashbury, Will Embling)
- Biosystem (1977, Incus Records/2006 Psi Records 2006: Stevens, Nigel Coombes, Roger Smith, Colin Wood)
- Hot and Cold Heroes (1980/91, Emanem Records: Stevens, Nigel Coombes, Roger Smith)
- A New Distance (1994, Acta/2005 Emanem Records: Stevens, John Butcher, Roger Smith)
- Mouthpiece (2000, Emanem Records: Stevens, Watts, Paul Shearsmith, Herman Hauge, John Russell, Simon Mortimer, Chris Turner, David Panton, Ron Herman, Marc Meggido)
- Bare Essentials 1972-3 (2007, Emanem Records: Stevens, Watts)
- New Surfacing 1978 & 1992 (2013, Emanem Records: Stevens, Coombes, Smith)
- Search & Reflect (2016, Emanem Records): Kompilation mit verschiedenen Besetzungen